# Gare de Pouilly-sur-Loire
La gare de Pouilly-sur-Loire est une gare ferroviaire française située à proximité du centre bourg de Pouilly-sur-Loire, commune du département de la Nièvre, en région Bourgogne-Franche-Comté.
Ouverte en 1861 par la Compagnie des chemins de fer de Paris à Lyon et à la Méditerranée (PLM), cette gare est devenue une halte de la Société nationale des chemins de fer français (SNCF), desservie par des trains express régionaux de Bourgogne-Franche-Comté (TER Bourgogne-Franche-Comté).

## Situation ferroviaire
Établie à 177 mètres d'altitude, la gare de Pouilly-sur-Loire est située au point kilométrique (PK) 214,004 de la ligne de Moret - Veneux-les-Sablons à Lyon-Perrache, entre les gares ouvertes de Tracy - Sancerre (s'intercale la halte fermée des Girarmes) et de Mesves - Bulcy,.

## Histoire

### Gare PLM (1861-1938)
La gare de Pouilly est mise en service le 21 septembre 1861, par la Compagnie des chemins de fer de Paris à Lyon et à la Méditerranée (PLM) lorsqu'elle ouvre à l'exploitation le tronçon de Montargis à Nevers, au titre de la première section de sa ligne de Paris à Lyon par le Bourdonnais. La deuxième voie est posée en 1862. En 1868, le transport de marchandises en grande vitesse (GV) est particulièrement important en gare pour être remarqué par les contrôleurs de l'administration qui notent un volume de 1 632,827 tonnes dû principalement « au transport des raisins pour Paris ».
En 1884, Charles Baltet souligne, dans son ouvrage Traité de la Culture Fruitière commerciale et Bourgeoise, « La gare de Pouilly-sur-Loire (Nièvre) est encombrée de paniers de Chasselas au moment de la récolte ; chaque jour, dans les bonnes années, 25 ou 30 wagons de Chasselas sont dirigés sur Paris. Le va-et-vient commercial transforme le pays en une véritable foire, et on compte dans ces parages jusqu'à 600 courtiers et expéditeurs ». En 1904, le transport des dépêches postales entre la gare et le bureau de poste est mis en adjudication par l'administration. 

Voies de services vers 1900
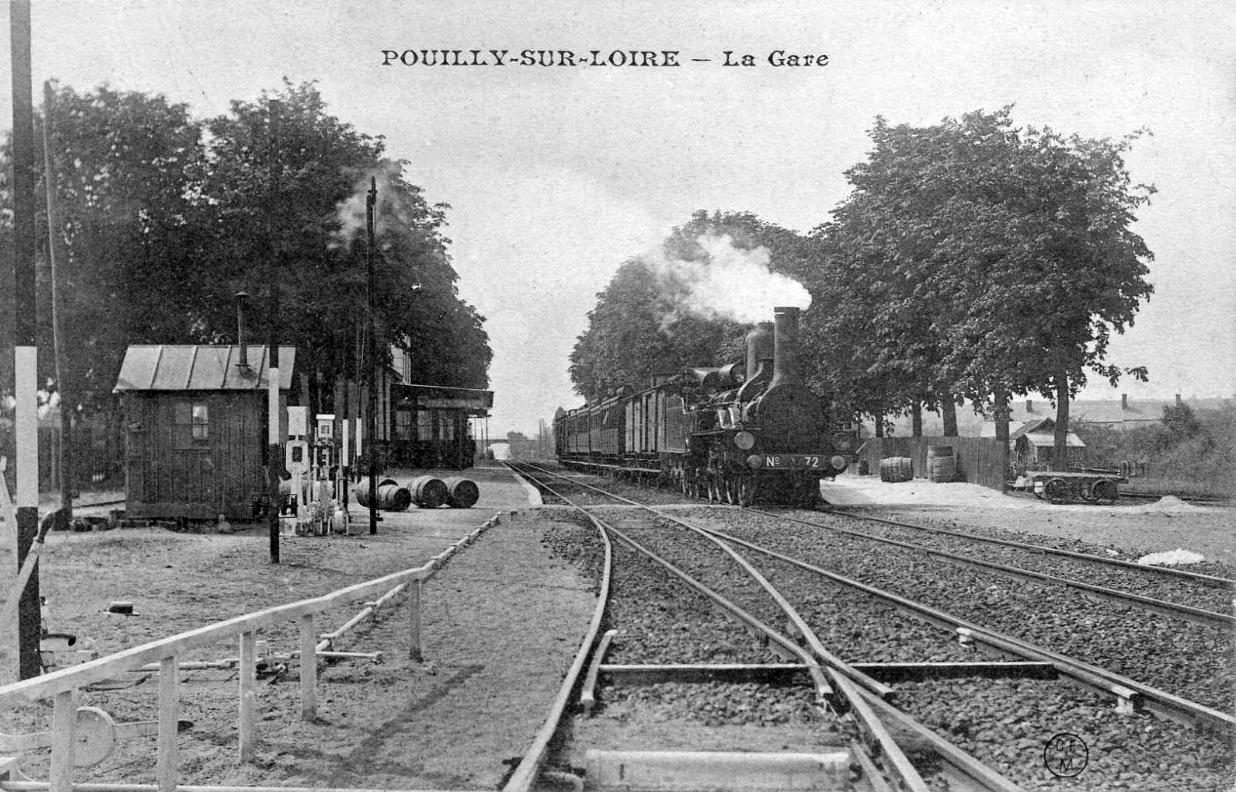
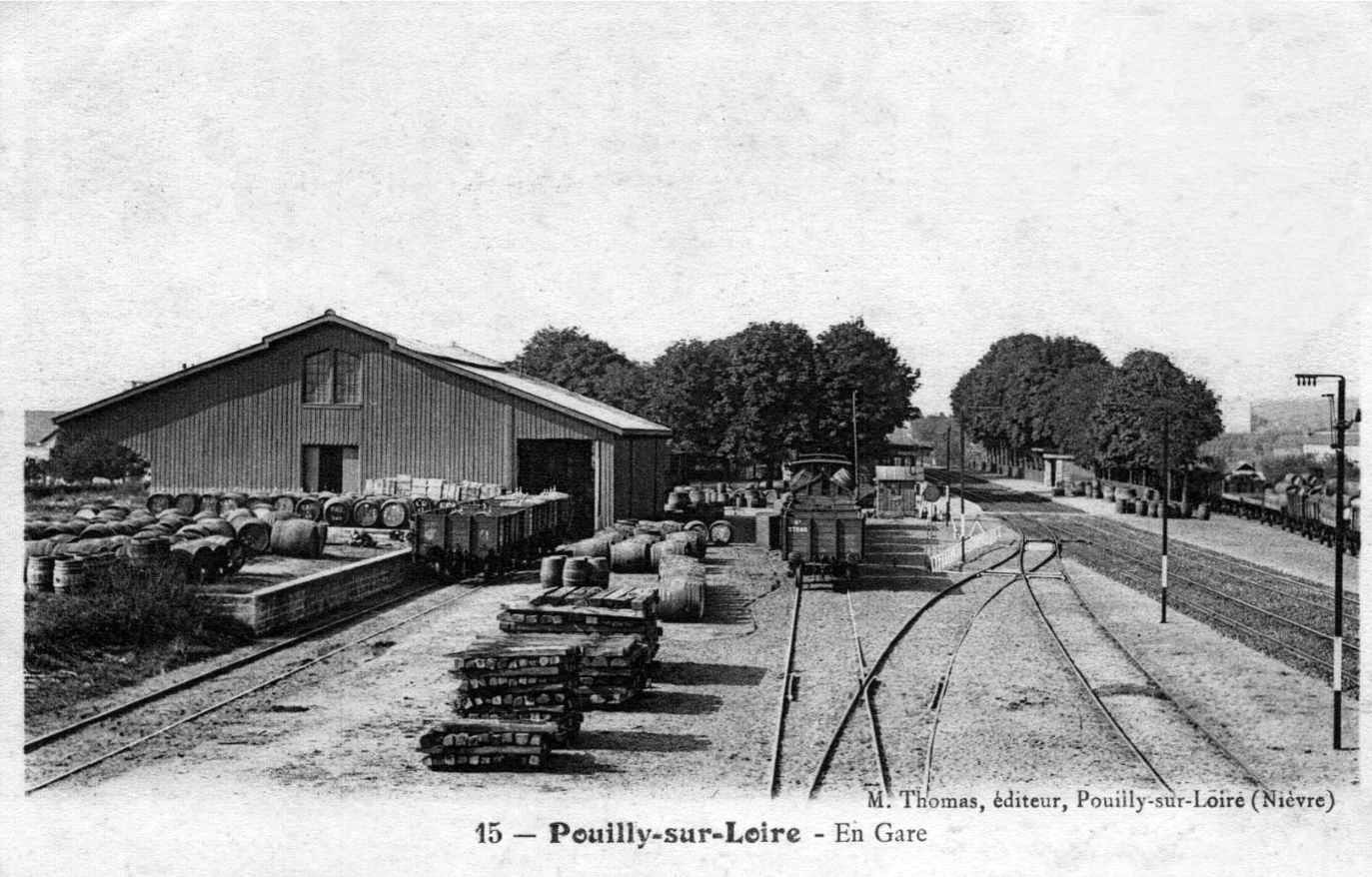

La « gare de Pouilly-sur-Loire » figure dans la nomenclature 1911 des gares, stations et haltes de la compagnie PLM. C'est une gare de passage de la ligne de Moret-les-Sablons à Nîmes, située entre la Tracy - Sancerre et la gare de Mesves - Bulcy. Elle dispose des services complets de la grande vitesse (GV) et de la petite vitesse (PV), « à l'exclusiion des chevaux chargés dans des wagons-écuries s'ouvrant en bout et des voitures à quatre roues, à deux fonds et à deux banquettes dans l'intérieur, omnibus, diligences, etc ».

La gare dans les années 1900
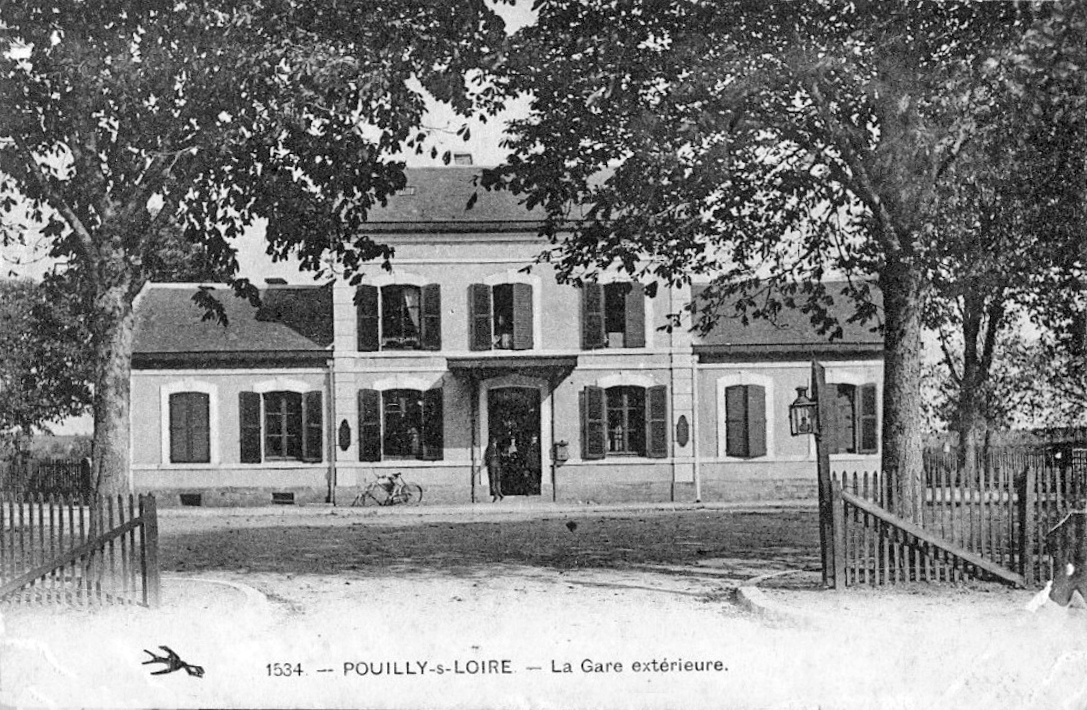
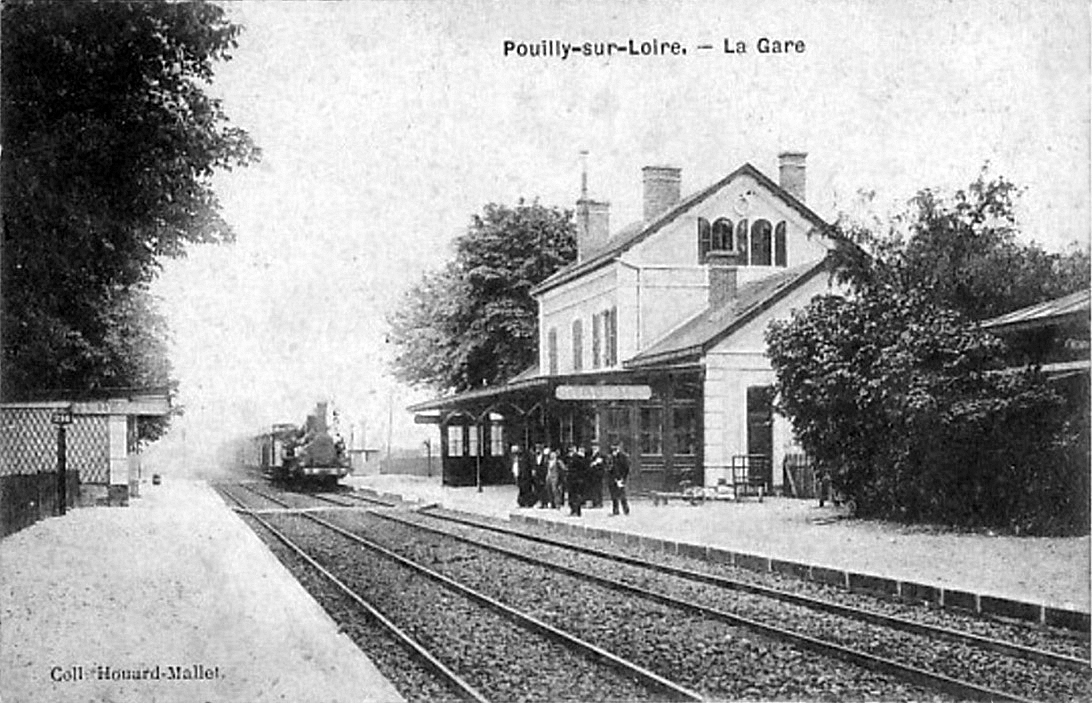
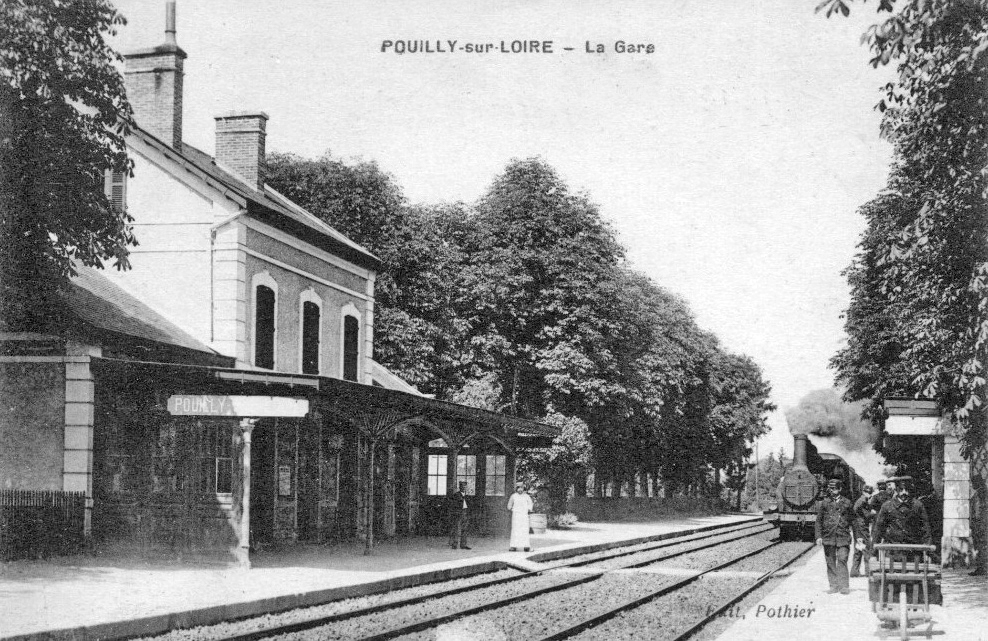

En 1931, l'installation de l'éclairage électrique dans la gare est en cours de préparation. Cette installation est terminée en 1932.

### Gare puis halte SNCF (depuis 1938)
Au début des années 1980, dans le cadre de la préparation à l'électrification de la ligne du Bourbonnais, des « communications à entrée directe entre voies principales » sont installées dans la gare.
En 1985, c'est une gare ouverte aux services des voyageurs et des marchandises ; son trafic annuel de voyageurs est de 8 016 billets et de 570 abonnements et son trafic de marchandises, notamment des céréales, représente un total de 670 tonnes à la réception et de 2 271 tonnes à l'expédition.
Le 21 novembre 2022, un jeune homme de 17 ans est tué par un train Intercités alors qu'il empruntait le passage planchéié affecté à la traversée des voies par le public pour passer d'un quai à l'autre.
La gare devient une halte à une date inconnue et son bâtiment voyageurs est détruit à une date également inconnue.

## Service des voyageurs

### Accueil
Halte SNCF, c'est un point d'arrêt non géré (PANG) équipé de deux quais avec abris. Le passage d'un quai à l'autre s'effectue par le passage planchéié de la traversée des voies par le public. 

### Desserte
Pouilly-sur-Loire est desservie par des trains TER Bourgogne-Franche-Comté circulant sur la ligne entre Nevers et Cosne, ainsi que par un aller-retour (les jours ouvrés) de la relation Paris – Nevers.

### Intermodalité
Le stationnement des véhicules est possible dans l'ancienne cour de la gare près de l'entrée de la halte.